# Hedda Lettuce
Hedda Lettuce, nombre artístico de Steven Polito, es una drag queen, comediante y cantante estadounidense que reside y trabaja en la ciudad de Nueva York. Polito debutó con su personaje Hedda Lettuce en 1991 en el programa de televisión por cable de Manhattan The Brenda and Glennda Show. Las apariciones televisivas de Lettuce incluyen Comedy Central, The People's Court y un cameo en Sex and the City como el exnovio de Samantha convertido en imitador de Bingo Drag. En cuanto al cine ha aparecido en películas como To Wong Foo, Thanks for Everything! Julie Newmar; Cruise Control, The Look, Red Lipstick y Musical Chairs.

## Primeros años
Hedda Lettuce nació en 1968 como Steven Polito en la ciudad de Nueva York y creció en Long Island. Asistió a la escuela secundaria Commack North. Polito obtuvo una licenciatura en el Fashion Institute of Technology. Su primera actuación drag fue con un amigo en Sheridan Square para recaudar fondos para Queer Nation. Más tarde, Polito se convirtió en asistente de Lypsinka.

## Carrera
Lettuce también fue modelo y cliente de Stephen "Suede" Baum durante un desafío en la quinta temporada de Project Runway. Mientras estaba en el programa, tuvo varios desacuerdos con Suede, especialmente porque él no diseñaba guantes para ella, lo que hizo que ella lo llamara "vago". Esto llevó al diseñador Jerell Scott a utilizar el nombre "Hedda Lettuce" como término para un modelo con el que es difícil trabajar.
Lettuce apareció en el programa del 27 de abril de 2009 de The Tyra Banks Show. Los invitados al programa participaron en un experimento social llamado Gay Kingdom. Votaron los roles de cada miembro del reino, desde rey y reina hasta concubina y pobre; Lettuce fue etiquetada como la bufona del reino.
Lettuce apareció en un episodio de Ugly Betty titulado "Chica and the Man" en el que Wilhelmina Slater descubrió que tenía una imitadora drag llamada Wilhediva Hater. Aunque tuvo pocos diálogos, se puede ver a Hedda en la mayoría de las escenas que tienen lugar en el bar drag.
En 2010, Lettuce apareció en la serie web Queens of Drag: NYC de gay.com en 2010. La serie contó con otras drag queens de Nueva York como Bianca Del Rio, Dallas DuBois, Lady Bunny, Mimi Imfurst, Peppermint y Sherry Vine.
Lettuce ofrece comentarios sobre las características especiales de la edición blu-ray de 2021 de la película Mommie Dearest de 1981 basada en el libro de la hija de Joan Crawford, Christina Crawford.

## Filmografía

### Cine
| Año  | Título                                           | Papel         | Notas        |
| ---- | ------------------------------------------------ | ------------- | ------------ |
| 1995 | To Wong Foo, Thanks for Everything! Julie Newmar | Ella misma    |              |
| 2000 | Red Lipstick                                     | Bonnie        |              |
| 2001 | Cruise Control                                   | Ella misma    | Cortometraje |
| 2003 | The Look                                         | Ella misma    |              |
| 2005 | Dangerous Liaisons                               | Ella misma    |              |
| 2006 | The Making of Michael Lucas' Dangerous Liaisons  | Ella misma    |              |
| 2009 | Ptown Diaries                                    | Ella misma    |              |
| 2009 | What's the Name of the Dame?                     | Ella misma    |              |
| 2010 | Stand-Up 360: Inside Out                         | Ella misma    |              |
| 2010 | Stood Up                                         | Ella misma    | Cortometraje |
| 2010 | Violet Tendencies                                | Ella misma    |              |
| 2011 | Go Go Crazy                                      | Ella misma    |              |
| 2011 | Musical Chairs                                   | Drag Queen #1 |              |
| 2016 | Hotel Bleu                                       | Julius        | Cortometraje |
| 2016 | Dragged                                          | Ella misma    |              |
| 2016 | The Panzi Invasion                               | Narradora     |              |

### Televisión
| Año  | Título              | Papel                        | Notas                              |
| ---- | ------------------- | ---------------------------- | ---------------------------------- |
| 1999 | Sex and the City    | Drag queen #1                | Episodio 21: "Old Dogs, New Dicks" |
| 2004 | Cooking's a Drag    | Ella misma                   |                                    |
| 2008 | Project Runway      | Episodio 6: "Good Queen Fun" |                                    |
| 2008 | Hot Gay Comics      | Ella misma                   | Episodio 3                         |
| 2009 | The Tyra Banks Show | Ella misma                   |                                    |
| 2010 | Queens of Drag: NYC | Ella misma                   |                                    |
| 2010 | Ugly Betty          | Ella misma                   | Episodio 13: "Chica and the Man"   |
| 2011 | One Night Stand Up  | Ella misma                   | Episodio 10: Dragtastic NYC        |
| 2011 | Unleashed by Garo   | Ella misma                   | 1 episodio                         |
| 2019 | Ray Donovan         | Cowgirl Emcee                | 1 episodio                         |
| 2020 | Katy Keene          | Ella misma                   | 1 episodio                         |